# Покровский Добрый монастырь
Свято-Покровский Добрый монастырь — мужской православный монастырь в Тульской области России. Монастырский собор Покрова Пресвятой Богородицы является старейшим действующим православным храмом на территории Тульской области.

## Описание
Монастырь был основан в XIV веке первым удельным Одоевским князем Романом Семёновичем, сыном Новосильского князя Семёна Михайловича. К концу жизни он принял монашеский постриг и обосновался в созданном им монастыре иноком. В XVI веке монастырь процветал благодаря щедрым пожертвованиям удельных князей и многочисленных благотворителей. В 1564 году из монастырских записок известно, что в монастыре было две шатровые деревянные церкви: одна во имя Зачатия Святой Анны, другая — Покрова Пресвятой Богородицы. По имени последней монастырь стал именоваться ещё Покровским и прибавилось название уезда — Лихвинский Покровский Добрый монастырь, полное название монастыря.
В начале 1611 года польские дружины Сапеги, в 1613 году черкесы, в 1615 году татарские воины грабили монастырские ризницы. В 1616 году войска поляков под предводительством Лисовского вторглись в пределы Лихвинского уезда. Воевода Феодор Стрешнев отстоял уездный город Лихвин, но монастырь подвергся разорению и частичному сожжению — уцелели только церкви. Все остальные постройки были сожжены, сгорели жалованные грамоты и монастырские синодики.
В конце XVII века при царе Алексее Михайловиче началось возрождение монастыря усердием окольничего Михаила Ртищева. В это время было положено начало каменной ограде. В 1667 году в камне выстроен главный монастырский собор — Покрова Пресвятой Богородицы с приделом святого апостола Андрея Первозванного и святых мучеников Флора и Лавра. В то время царь Алексей Михайлович велел отпустить на эти цели с тульских казённых заводов 400 пудов железа. После окончания строительства соборной церкви в августе того же года, Зачатиевская церковь была перенесена в село Добринское и стала приходской. Деревянная Покровская церковь со временем обветшала, была разобрана, а материал употреблён для монастырских нужд. В это время была учреждена кафедра архимандритства и было дозволено употреблять при богослужении епископскую митру. Первым архимандритом Доброго монастыря был Варсонофий. К концу столетия монастырь занял прочное положение среди других монастырей благодаря щедрым пожертвованиям Михаила Ртищева, великой княжны Евдокии Алексеевны (дочь царя Алексея Михайловича), преосвященного Тихона (митрополита Сарского и Подонского), князя Никиты Одоевского, дворян Ртищевых, Ханыковых, Бунаковых, Тимирязевых, Племянниковых и других.
В 1709—1710 годах над парадным въездом, Святыми вратами, построена каменная церковь во имя святых мучеников Флора и Лавра. В 1722—1724 годы к соборной Покровской церкви был пристроен придел во имя святого апостола Андрея Первозванного и колокольня. В 1730—1760-х годах монастырская стена имела три каменные и две деревянные башни по углам и посередине западной стены. Четвёртая наугольная башня была выстроена в камне в 1768 году. Башни служили в качестве кладовых, мастерских и для других подсобных нужд. После утверждения духовных штатов в 1764 году монастырь был оставлен в числе штатных монастырей Крутицкой епархии, но было отобрано большинство земельных наделов вместе с крестьянами. С этого времени начался упадок монастырского хозяйства. К концу столетия обветшали монастырские строения, Флоровская и Андреевская церковь. Начиная с 1802 года настоятелями Доброго монастыря назначались ректоры духовной семинарии, которые по статусу больше находились в Калуге, занимаясь консисторскими делами, менее уделяя времени монастырским вопросам.
5 апреля 1813 года ураганный ветер повредил угловые главки пятиглавой соборной церкви. Через три года, 28 января 1816 года ночью обрушилась каменная колокольня, разрушив трапезную и размещавшийся в ней придел в честь святого апостола Андрея Первозванного. В октябре 1817 года при пожаре сгорело монастырского имущества на 20 000 рублей. В том же 1817 году на месте разобранной Флоровской церкви была заложена тёплая церковь Вознесения Господня, которая окончена строительством и освящена в 1832 году. Вновь построена колокольня при соборной Покровской церкви, гостиница, братская трапеза. По сведениям за 1859 год, монастырь именовался «Добринский» при Оке в 10 вёрстах от уездного города Лихвина. В трёх дворах проживали 13 душ мужского населения. Дважды в год проходили торговые ярмарки.
Покровская соборная церковь в 1896 году была опечатана из-за ветхости и неустойчивого положения стен. В начале XX века действовала только Вознесенская церковь. В 1918 году монастырь был закрыт. В советское время на его территории находились подсобные хозяйства.
В 2015 году принято решение о восстановлении монастыря. В том же году был освящён деревянный Алексеевский храм. В 2017 году начались реставрационные работы. В феврале 2018 года началась реставрация Покровского собора. При монастыре открыт центр благотворительной помощи. В здании бывшей школы в селе Добром после решения бытовых вопросов планируют создать молодёжный просветительский и спортивный центр. Сейчас в нём работает библиотека, а также гуманитарный склад.
В настоящее время восстановление ведется игуменом Антипой (Тхоржевским) с братией Свято-Покровского Доброго монастыря и участием прихожан и благотворителей.